# إنفور
إنفور (بالإنجليزية: Infor) هي شركة متعددة الجنسيات مقرها في مدينة نيويورك توفر برامج مؤسسية خاصة بالصناعة ومرخصة للاستخدام في أماكن العمل أو كخدمة.
كان لدى برنامج إنفور 58 مليون مستخدم، و90.000 عميل من الشركات في 200 دولة. ومن بين هؤلاء العملاء فنادق ومنتجعات ويندهام، هينيكن، رويال بوسكاليس وستمنستر.